# Віковий дуб у Бурині
Вікови́й дуб у м. Бури́нь — ботанічна пам'ятка природи місцевого значення в Україні. Розташована в межах Конотопського району Сумської області, в центрі міста Буринь (на вул. Першотравневій).
Площа 0,01 га. Статус надано згідно з рішенням облради від 16.09.2004 року. Перебуває у віданні Буринської міської ради.
Статус надано для збереження вікового дуба. Орієнтовний вік дерева — 350 років.